# Pachycephala flavifrons
Pachycephala flavifrons е вид птица от семейство Pachycephalidae.

## Разпространение
Видът е разпространен в Самоа.